# Ametralladora pesada Tipo 1
La Tipo 1 (一式重機関銃 Iti-shiki juu-kikanjuu?) fue una ametralladora pesada empleada por el Ejército Imperial Japonés durante la Segunda Guerra Mundial, a partir de 1942. A veces era empleada como ametralladora antiaérea durante la guerra en el Pacífico. Aunque fue destinada a reemplazar a la ametralladora pesada Tipo 92, nunca alcanzó las mismas cifras de producción de su predecesora a causa de la escasez de materiales.

## Descripción
Básicamente era una versión más pequeña y ligera de la ametralladora pesada Tipo 92. Emplea los mismos principios de funcionamiento, con piezas de menor tamaño. Su cañón está diseñado para cambiarse rápidamente en combate, por lo que sus aletas de enfriamiento son más pequeñas y se le retiró la funda del cañón. Era alimentada mediante peines de latón, de 30 cartuchos. Su cadencia promedio era mayor que la de la Tipo 92. Iba montada sobre un trípode y fue suministrada a las compañías de ametralladoras de cada batallón.